# Амкар
«Амкар» (рос. «Амкар») — російський футбольний клуб із міста Пермі. Виступав у Російській Прем'єр-Лізі. Заснований 1993 року, офіційно розформований 18 червня 2018 року. Відновлений у 2021 році.
У першості Росії серед професійних клубів виступав з 1995 року. У Російській Прем'єр-Лізі виступав з 2004 року. Домашньою ареною «Амкара» був стадіон «Зірка»

## Історія

### 1994—1999 . Третя ліга та другий дивізіон
Футбольний клуб «Амкар» був створений як команда пермського ВАТ «Мінеральні добрива». Офіційною датою народження вважається 8 травня 1993 року. Назва «Амкар» походить від поєднання частин слів « аміак» та «карбамід» — ці дві речовини були головною продукцією підприємства. Клубними червоно-чорними кольорами команда зобов'язана торговим партнерам з Мілана, які на прохання допомогти запропонували форму однойменного клубу, так «Амкар» став червоно-чорним.
Основу нової команди складали працівники підприємства. В 1994 році «Амкар», підсилившись гравцями-аматорами з інших команд міста та кількома колишніми професіоналами, став чемпіоном міста Пермі та Пермської області, а також виграв обласний кубок. 6 грудня 1994 року клуб був офіційно зареєстрований і подав заявки на участь в Першість Росії серед аматорських футбольних клубів. Однак «Амкару» запропонували грати в третій лізі чемпіонату країни.
У 1995 році команда, підсилена колишніми гравцями пермської команди «Зірка», стала другою в 6-й групі третьої ліги і вийшла у Другий дивізіон Росії. В 1996 році «Амкар» посів третє місце в групі «Центр» другої ліги, у 1997 році клуб став у турнірі другим.
12 вересня 1998 року в рамках Кубка Росії з футболу в гості до «Амкару» приїхав московський «Спартак». В останній раз «Спартак» приїжджав на Північний Урал у 1977 році в ранзі команди першої ліги, коли був близький до повернення у вищий ешелон вітчизняного футболу. Зустріч викликала небувалий інтерес, і 25-тисячний стадіон вперше у своїй 30-річної історії заповнився ущерть. Матч завершився з рахунком 1:0. У першості перм'яки набрали за чемпіонат 93 відсотки можливих очок та забили 100 м'ячів. «Амкар» зайнявши перше місце, отримав право виступати в Перветстве Футбольної Національної Ліги.

### 1999—2004. Перший дивізіон
У Першому дивізіоні, команда виступала досить успішно, займаючи в підсумковій таблиці місце не нижче шостого. В Кубку Росії з футболу, клуб дійшовши до півфіналу Кубка Росії поступився 0:1 московському ЦСКА. У 2003 році за два тури до завершення «Амкар» йшов четвертим, поступаючись бал краснодарської «Кубані» та програючи томській «Томі» та грозненському «Тереку» за загальною кількістю перемог. За всіма розкладами, зайвими в суперечці квартету були амкаровци та «Терек», однак сенсаційна нічия «Томі» з «Балтикою» зробила фаворитом цієї гонки червоно-чорних. У заключному турі «Кубань» та «Терек» грали один з одним. Для виходу у вищий дивізіон «Амкару» залишалося лише переграти вдома воронезький «Факел», що та було зроблено.

### 2004—2008
У Прем'єр-Лізі «Амкар» перший час виступав на середньому рівні, У Прем'єр-Лізі «Амкар» перший час виступав на середньому рівні, в Чемпіонатах Росії з футболу 2004, 2005 та 2006, команда посіла відповідно 11-е, 12-е та 13-е місця. Перед першим сезоном у Російській Футбольній Прем'єр-Лізі «Амкар» поповнився майбутніми міцними гравцями основи Іван Левенець, Олександр Шутов, Володимир Леонченко, Захарі Сіраков, Андрій Лаврик, Геннадій Олексіч, Зияти Нурредин, Ерік Линкар та інші, дебют «Амкара» припав на виїзної з «Кубанню», гра завершилася з рахунком 0:0.У перших турах команда грала добре, 8 очок в 4 матчах і жодної поразки. В Кубку Росії з футболу сезону 2004/05, «Амкар» повторив свій успіх у розіграші Кубка Росії, дійшовши до півфіналу, в якому поступився за сумою двох зустрічей підмосковним «Хімкам».У 2005 сезоні було багато пам'ятних матчів, домашня перемога над «Зенітом» (1:0), перемога в грі з «Динамо» (4:1), а також поразку від «Локомотива» (3:4), хоч і після першого тайму «Амкар» вигравав 3:0 та інші зустрічі. Після того, як в середині 2006 року замість пішов у відставку Сергія Оборіна, команду очолив Рашид Рахімов. «Амкар» став показувати дуже якісний футбол; на відрізку чемпіонату з 19-го по 30-й тур «Амкар» став 4-м у лізі за набраними очками. «Амкар» Рахімова міг би поборотися за медалі російського чемпіонату.

### 2008. Найуспішніший сезон
У 2007 році клуб зробив два ключових придбання, Георгі Пєєв перейшов з «Динамо» Київ та Нікола Дрінчіч з турецького «Газиантепспора», гравці стали лідерами команди в сезоні команда вже не боролася за виживання, вона виступала досить впевнено, але ряд факторів не дозволив їй піднятися вище 8-го місця. Зате в розіграші Кубка Росії 2007/08 «Амкар» досяг найкращого у своїй історії результату.16 квітня 2008 року клуб переграв «Урал» з Єкатеринбурга (1:0) і вийшов до фіналу, де програв у серії пенальті ЦСКА.Перед сезоном 2008 пост головного тренера залишив Рашид Рахімов, який пішов у московський «Локомотив», на зміну йому прийшов маловідомий чорногорський фахівець Міодраг Божович. Перед відходом на перерву до Євро-2008 «Амкар» знаходився на 3-му місці в турнірній таблиці, поступаючись лише одне очко йде другим московському «Спартаку» і 6 лідируючого «Рубіну». Після перерви команду залишили одні з лідерів команди Володимир Габулов, а також капітан та вихованець пермського футболу Олексій Попов, перейшли в «Динамо» Москва та «Рубін» відповідно.
Протягом двох турів поспіль на екваторі першості «Амкар» взагалі міг очолити турнірну таблицю, але не зміг переграти в домашніх матчах «Томь» та нальчикський «Спартак». 16 листопада, обігравши в Томську «Томь», перм'яки за тур до завершення змагань забронювали за собою четверту сходинку і путівку в плей-офф відбіркового етапу Ліги Європи.
Крім того «Амкар» знову зіграв більше всіх «сухих» матчів у Прем'єр-лізі — 17. Сезон 2008 року став найкращим в історії «Амкара».

### 2009—2011
У наступному сезоні Дімітар Димитров, який прийшов на зміну Миодрагу Божовичу, не зміг продовжити успіхи попередників. За перші 5 турів Чемпіонату 2009 команда пропустила лише один м'яч, але надалі регулярно допускала грубі помилки в обороні, в результаті чого була змушена боротися за виживання. 27 серпня «Амкар» приймав вдома клуб Англійської Прем'єр-ліги «Фулхем» в рамках матчу-відповіді плей-офф Ліги Європи сезону 2009/2010, у першому матчі в Лондоні, «Амкар» програв з рахунком 3:1, залишивши невеликі шанси на вихід в груповий раунд турніру, матч в Пермі зібрав повний стадіон. «Амкар» зумів здобути перемогу (1:0), але цього не вистачило для проходу далі. Після 20-го туру на пост головного тренера клубу повернувся Рашид Рахімов, перед яким було поставлено завдання збереження місця команди в Прем'єр-лізі, з чим він успішно впорався. У чемпіонаті Росії 2009 року воротарі «Амкара» відбили 4 пенальті з 5.
У розіграші Кубка «Амкар» обіграв курський і подільський «Авангарди», на стадії чвертьфіналу отримав технічну перемогу над припинила своє існування футбольним клубом «Москва», але 21 квітня 2010 року «Амкар» програв вдома у півфіналі Кубка Росії «Зеніту» в серії пенальті, зігравши в основний та додатковий час 0:0. У 2010 році до кінця борючись за виживання, вперше не здобувши жодної перемоги в гостях і забивши менше м'ячів, «Амкар» посів 14-е місце і зберіг місце в Прем'єр-лізі. В останньому матчі того сезону після фінального свистка оголосив про завершення своєї кар'єри гравця «Амкара» Мартін Кушев, капітан та один з найкращих гравців в історії клубу, найкращий бомбардир команди в Прем'єр-Лізі, грав за «Амкар» з 2005 по 2010 рік. Після завершення кар'єри гравця «Амкара», Мартін повинен був стати помічником головного тренера Рахімова, але керівництво запропонувало Мартіну місце в тренерському штабі молодіжної команди, но Кушев предпочёл вернуться в Болгарию, в команду «Славия», через полгода после этого он стал главным тренером «Славии».
21 грудня 2010 року на офіційному сайті з'явилося повідомлення про добровільний перехід в Першу лігу у зв'язку зі складною фінансовою ситуацією, що склалася в клубі. В цей же час фанати та вболівальники клубу організували збір коштів на підтримку «Амкара», а також звернулися до представників пермського бізнесу. Однак пермські влади невисоко оцінили дії вболівальників. Геннадій Шилов, у свою чергу, заявив, що готовий стати президентом клубу замість пішов у відставку Валерія Чупракова. Також Шилов має намір звернутися за допомогою до керівництва краю, а також зайнятися пошуком спонсорів. РФПЛ дала «Амкару» час до 15 січня. 25 січня 2011 року «Амкар» відкликав заявку щодо виходу клубу зі складу Прем'єр-Ліги.
У 2011 році клуб почав давати більше шансів молодим гравцям, в основі стали частіше з'являтися Михальов, Коломейцев, Бурмистров, Секретов. Команда провела сезон нестабільно, пам'ятними матчами для клубу та вболівальників стали, драматичний матч з «Кубанню», який завершився поразкою 3:2, нічия з «Зенітом» на «Петровському» (1:1) та перемога над «Спартаком» 1:2 у «Лужниках». 28 вересня 2011 року, після безвиграшної серії в 10 ігор в офіційних матчах, клуб розлучився з Рашидом Рахімовим за обопільною згодою.
Наступного дня 29 вересня 2011 року, команді був представлений новий головний тренер, ним став Міодраг Божович, який вже очолював «Амкар» в 2008 році та з яким команда посіла 4-е місце в Чемпіонаті Росії, а також вийшла в фінал Кубка країни. Після 1-го етапу Чемпіонату Росії сезону 2011/2012 команда посіла 12-е місце. У третьому ж колі чемпіонату клуб набрав найбільше очок у Прем'єр-лізі і посів підсумкове 10-е місце.

### 2011—2014
11 червня 2012 року Міодраг Божович знову залишив пост головного тренера команди за власним бажанням, і виконуючим обов'язки був призначений тренер молодіжного складу Рустем Хузін, але через відсутність у Хузина ліцензії PRO, головним тренером був призначений підполковник української армії в запасі Микола Трубачов. З новим тренером в рамках 2-го туру «Амкар» вперше у своїй історії обіграв московський ЦСКА (3:1). У матчі 12-го туру проти «Терека» на формі «Амкара» з'явилася емблема Уралкалія. Однак команда провалила залишився до перерви частина сезону, в восьми матчах лише 4 очки (Перемога в гостях над «Локомотивом» та нічия на виїзді з «Мордовією»).

## Відомі футболісти
- Костянтин Зирянов
- Ілля Михальов
- Віталій Федорів
- Георгі Пеєв
- Мартін Якубко
- Бранимир Субашич
- Анатолій Діденко
- Олег Міщенко